# Luis Bernardino Núñez Villacís
Luis Bernardino Núñez Villacís (ur. 27 maja 1963 w Ambato) – ekwadorski duchowny katolicki, mianowany biskupem Tulcán, zrezygnował z przyjęcia sakry biskupiej.

## Życiorys
Święcenia kapłańskie otrzymał 29 czerwca 1990.

## Episkopat
5 lipca 2021 papież Franciszek mianował go biskupem ordynariuszem diecezji Tulcán.
6 sierpnia 2021 zrezygnował z przyjęcia święceń biskupich, a jego dymisja została przyjęta przez papieża.